# Snömattvävare
Snömattvävare (Bolephthyphantes index) är en spindelart som först beskrevs av Tord Tamerlan Teodor Thorell 1856.  Snömattvävare ingår i släktet Bolephthyphantes och familjen täckvävarspindlar. Arten är reproducerande i Sverige. Inga underarter finns listade i Catalogue of Life.